# Tracks from the Alps
Tracks from the Alps is het zesde studioalbum van The Watch. The Watch is bekend binnen de kringen van de progressieve rock vanwege hun klank, die teruggrijpt op die van Genesis uit hun Peter Gabrieltijdperk, beginjaren zeventig. Met dit album kwam daar geen wijziging in. De fans van de muziek van Genesis uit die tijd vonden het album net zo sterk als hun voorgangers, punt van kritiek was het gebrek aan originele ideeën van de Italianen.

## Musici
- Giorgio Gabriel – gitaar, basgitaar
- Simone Rossetti – zang, mellotron, synthesizer, dwarsfluit
- Valerio de Vittorio – toetsinstrumenten
- Marco Fabbri – slagwerk, percussie

Met
- Mattia Rossetti – basgitaar, baspedalen (zoon van Simone Rossetti)

## Muziek
| Nr. | Titel                                                     | Duur |
| --- | --------------------------------------------------------- | ---- |
| 1.  | A.T.L.A.S. (Simone Rossetti, Antonio De Sarno)            | 7:06 |
| 2.  | Devil’s bridge (Simone Rossetti, Antonio De Sarno)        | 6:13 |
| 3.  | The cheating mountain (Simone Rossetti, Antonio De Sarno) | 5:07 |
| 4.  | On your own (Simone Rossetti, Antonio De Sarno)           | 3:42 |
| 5.  | Going out to get you (Genesis)                            | 3:36 |
| 6.  | Once in a lifetime (Simone Rossetti)                      | 4:19 |
| 7.  | The last mile (Simone Rossetti, Antonio De Sarno)         | 7:31 |

Centraal thema zijn de Alpen. Simone Rossetti had daar tijdens zijn jeugd het uitzicht op; hij groeide op in Ponte di Legno. In IO Pages (april 2014) gaf hij een aantal toelichtingen:
- in Devil's bridge worden Sella, de Eiger, Sulden (Solda) en Col Raiser aangehaald
- A.T.L.A.S. handelt over CERN en met name de Large Hadron Collider ("protons collide"); tekstschrijver en voormalig bandlid Antonio De Sarna had dat bezocht
- The last mile gaat over de verschrikkingen van de gevechten tijdens Eerste Wereldoorlog in het gebied rondom Ponte di Legno
- Going out to get you is een cover van het gelijknamige nummer van Genesis, dat niet op een reguliere elpee van die band verscheen. Het lied werd door Genesis opgenomen op 20 augustus 1969, grofweg tussen de albums From Genesis to Revelation en Trespass.[1]